# فرد غوردون
فرد غوردون هو لاعب هوكي الجليد كندي، ولد في 6 مايو 1900 في Fleming, Saskatchewan ‏ في كندا، وتوفي في 26 نوفمبر 1985.

## وصلات خارجية
- فرد غوردون على موقع دوري الهوكي الوطني (الإنجليزية)
- فرد غوردون على موقع قاعة مشاهير الهوكي (لاعب أن.إتش.أل) (الإنجليزية)
- فرد غوردون على موقع EliteProspects.com (الإنجليزية)
- فرد غوردون على موقع HockeyDB.com (الإنجليزية)
- فرد غوردون على موقع Hockey-Reference.com (الإنجليزية)